# Ichneumon haematofemur
Ichneumon haematofemur är en stekelart som beskrevs av Heinrich 1980. Ichneumon haematofemur ingår i släktet Ichneumon och familjen brokparasitsteklar. Inga underarter finns listade i Catalogue of Life.